# Myllysaari (ö i Norra Savolax, Inre Savolax, lat 62,45, long 26,72)
Myllysaari är en ö i Finland. Den ligger i sjön Vihtanen och i kommunen Rautalampi i den ekonomiska regionen  Inre Savolax ekonomiska region  och landskapet Norra Savolax, i den centrala delen av landet, 270 km norr om huvudstaden Helsingfors. Öns area är 1,1 hektar och dess största längd är 200 meter i nord-sydlig riktning.